# プルタミナ
プルタミナ（PT Pertamina）はインドネシア共和国政府が株式を所有する国有の最大手石油・天然ガス関連会社である。インドネシア国内で石油・天然ガスの採掘・精製をし、国内販売及び輸出を行っている。
1957年12月10日に設立された石油・ガス公社が母体となっており、2013年のフォーチュン・グローバル500ではインドネシア企業として初めて122位にランクインした。2019年は175位。
国内に石油精製施設を所有し、最大の石油関連製品の配布網（ガソリンスタンドなど）を持っている。また27の子会社、13つの関連会社とジョイントベンチャー、6つの石油精製施設、5,407箇所のガソリンスタンドを有している。
2017年の石油開発実績は年間124.72百万バレル（MMBO）、天然ガス開発実績は年間742.91億立方フィート（BSCF）。

## 役員
2018年8月24日、現在の代表取締役 兼 最高経営責任者のNicke Widyawatiが正式に任命を受けた。
2019年現在、取締役の一覧は下記の通り。
| 名前                           | 役職                                                               |
| ニッケ・ウィドヤワティ         | 代表取締役 兼 最高経営責任者                                       |
| ダルマワン・H・サムス          | 上流担当取締役                                                     |
| ブディ・サントソ・シャリフ     | 精製担当取締役                                                     |
| バスキ・トリコラ・プトラ       | コーポレート・マーケティング担当取締役                             |
| マスード・カァミド             | リテール・マーケティング担当取締役                                 |
| エマ・スリ・マルティニ         | 財務担当取締役                                                     |
| ガンディ・スリウィドド         | ロジスティック・サプライチェーン・インフラストラクチャー担当取締役 |
| イグナティウス・タルレンバン   | 製油所・石油化学大規模プロジェクト担当取締役                       |
| ヘル・スティアワン             | 投資計画・リスク管理担当取締役                                     |
| クシャルタント・クスウィラント | 人事担当取締役                                                     |
| M・ハルヨ・ユニアント          | 資産管理担当取締役                                                 |

## 沿革
プルタミナの沿革は次の通り。
- 1957年12月10日 - 戦後独立の時期に、オランダ領東インドの事業統括会社バタビヤ石油会社 (BPM) から北スマトラ油田を移譲された陸軍がPT Eksploitasi Tambang Minyak Sumatera Utaraを設立した後、初の国営石油会社PT PERMINA (PT Perusahaan Minyak Nasional) を設立。これにより戦前までオランダ政府に占領されていた石油ガス資源の在庫分を同社が引き継いだ。
- 1959年 - BPMと蘭印政府の折半出資による蘭印石油会社 (NIAM) の蘭印政府持株をインドネシア政府に譲渡したことにより、国営石油会社PT PERMINDOを設立。
- 1960年 - 国有企業として改組され、PN PERMINAと変更された。
- 1960年 - 日本国内の拠点として、東京都内に現在のプルタミナ東アジア代表部を設置。
- 1961年 - PT PERMINDOプルミンドがPN PERTAMINに改組。また、中ジャワの鉱区を委譲された陸軍がPN PERMIGANを設立。
- 1968年8月20日 - インドネシア陸軍が実権を持つプルタミナが他2社を合併して、現在のプルタミナが誕生。初代総裁はインドネシア軍出身者で、その後も軍との関係・癒着が多いと見られ、スハルト政権を資金面でも支えたといわれる。
- 1960年代 - 豊富な資金をもとに航空、ホテルなどあらゆる事業に拡大し、クラカタウ製鉄にも主要資金を提供。
- 1970年代前半 - 石油ブームが去り、経理の乱脈ぶりが明らかとなる。同時に国内における石油ガス資源の製造・供給事業はプルタミナが独占的に主導する事がインドネシア政府によって指定された。
- 1976年 - 経営破綻。債務総額が62億ドルに達したことが明らかになる[5]。総裁が解任され、プルタミナは鉱山・エネルギー省の管理下で、5人の大臣からなる委員会に規制されることになった。
- 1997年 - アジア通貨危機の際の世界銀行などの圧力もあり、プルタミナの独占が緩和。
- 2001年 - 株式会社化され、PT Pertamina (Company) と呼ばれるようになった。
- 2003年 - 国営株式会社としてPT Pertamina (Persero) と呼ばれるようになった。
- 2005年 - 現在のロゴに変更。
- 2018年 - インドネシア国営ガス大手PT Perusahaan Gas Negara Tbkの株式の59.96%を保有し、正式に持株会社となった。[6]

## 施設
インドネシア各地に、石油採掘施設、石油精製施設、液化天然ガス基地を持っている。

### 精製施設
原油の加工、液化天然ガス及び石油化学製品の精製施設は下記の通りとなる。
| ユニット | 名称                           | 場所           | 処理能力（BPD） |
| RU II    | デュマイ及びスンガイ・パニング | リアウ         | 170,000         |
| RU III   | プラジュ及びスンガイ・ゲロン   | 南スマトラ     | 121,210         |
| RU IV    | チラチャップ                   | 中央ジャワ     | 348,000         |
| RU V     | バリクパパン                   | 東カリマンタン | 260,000         |
| RU VI    | バロンガン                     | 西ジャワ       | 125,000         |
| RU VII   | カシム                         | 西パプワ       | 10,000          |
|          |                                | 合計           | 1,039,210       |

### ガソリンスタンド

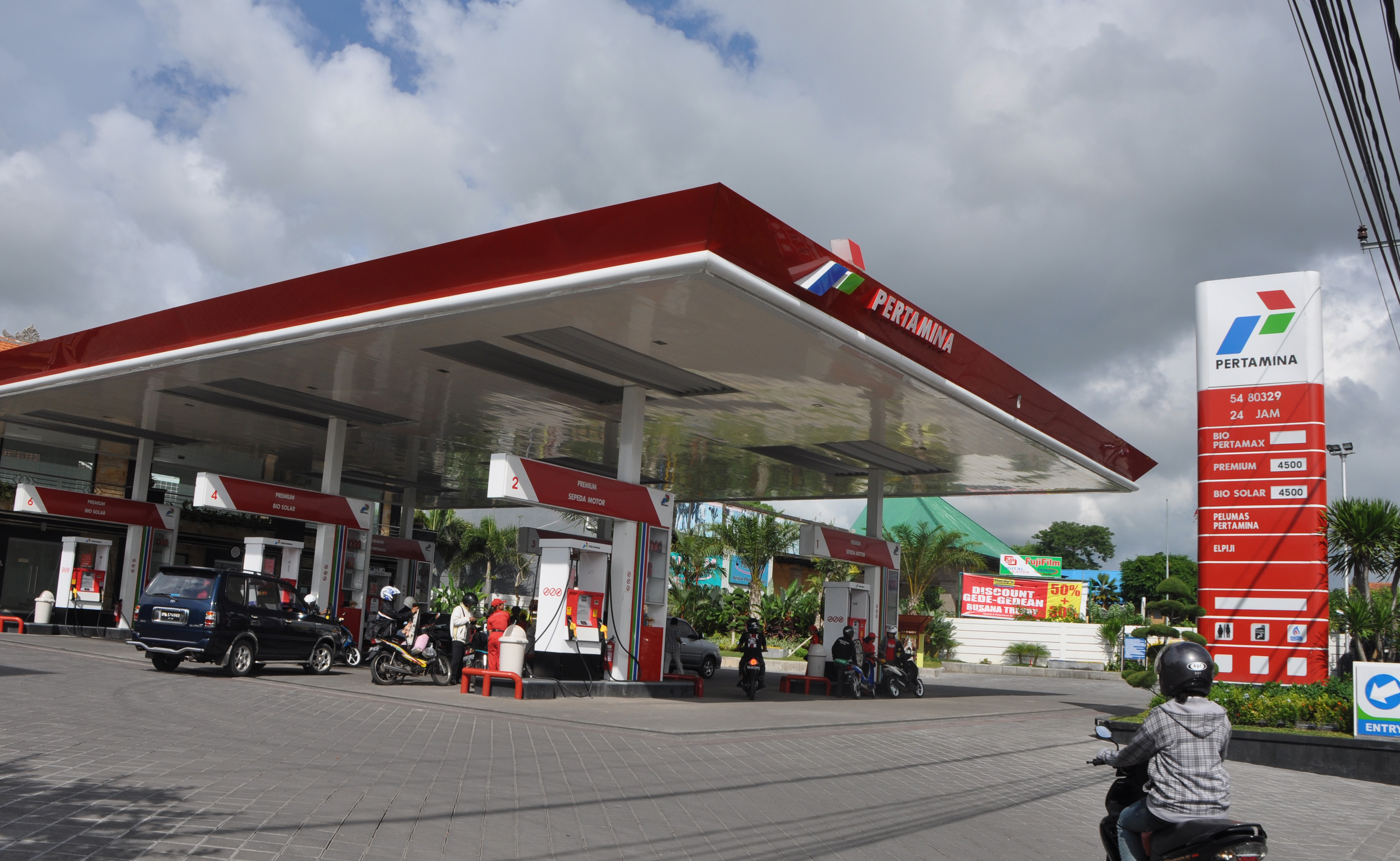
プルタミナのガソリンスタンド（バリ島）。給油場所がオートバイ用と車輛用に分かれている。

プルタミナはインドネシア全土に5,407箇所のガソリンスタンドを保持しており、国内では石油製品の流通面でも独占している。

### 天然ガス基地
インドネシアで4つの天然ガス液化基地の運営に関与している。スマトラ島におけるアルンLNGプラントでの天然ガス採掘が不調であり、新たな天然ガス資源の模索としてスラウェシ島のドンギ・スノロLNGプラントに三菱商事、韓国ガス公社と共同出資し、2015年8月に稼動させた。
なおアルンでは、元々液化基地であった設備を改造してLNG受入基地を稼働させている。
| LNGプラント名  | 場所                 |
| アルン         | スマトラ島アチェ州   |
| ボンタン       | 東カリマンタン       |
| タングー       | パプワ               |
| ドンギ・スノロ | スラウェシ島バンガイ |

## モータースポーツ
- プルタミナは2015年から2019年にかけてランボルギーニ・スクアドラ・コルセのテクニカルパートナーとしてレース活動を支援している[8]。
- インドネシア人として初めてF1に参戦したリオ・ハリアントのメインスポンサーを務めていた[9]。
- 2019年シーズンは、SUPER GT 300クラスを走るAudi Team Hitotsuyamaとのテクニカルパートナーを務める[10]。

## 日本との関係
日本は歴史的に天然ガスの大口顧客であるほか、以下のプロジェクトで高い技術的知見と資金力を持つ日本企業との提携を強化している。
- スラウェシ島で三菱商事とドンギ・スノロLNG基地のプロジェクトに共同出資を行った。プラント建設は日揮が行った[11]。

- 東京ガスと2015年に結んだ戦略的協力協定のもと、ジャワ島にインドネシア初のLNG受入基地を建設する予定。総事業費の約1000億円を共同出資し、2018年の稼働を目指す[12]。

- JX日鉱日石エネルギーと製油所の改修計画（総事業費約5000億円）を検討中である。
- 1960-70年代、対日石油販売窓口会社として、ファーイースト・オイル・トレーディング株式会社（FEOT；1965年）及びジャパン・インドネシア・オイル株式会社（JIO；1972年）が設立された。現在は、これら2社は合併しており、パシフィック・ペトロリアム・トレーディング株式会社（PPT）となっている。

## 海外オフィス
1960年、主としてLNG（液化天然ガス）の輸入相手国である日本、韓国、台湾との外交拠点として、東京都内にプルタミナ東アジア代表部を設置。現在は帝国ホテルタワー内にオフィスを構えている。